# Emily Alvarado
Pour les articles homonymes, voir Alvarado.
Emily Alvarado, née le 9 juin 1998 à El Paso, est une footballeuse internationale mexicaine évoluant au poste de gardien de but.

## Biographie
Avec les moins de 17 ans, elle participe à la Coupe du monde des moins de 17 ans en 2014. Lors de ce mondial organisé au Costa Rica, elle joue quatre matchs. Le Mexique s'incline en quart de finale face au Japon.
Avec les moins de 20 ans, elle participe à deux Coupes du monde des moins de 20 ans, en 2014 puis en 2016. Lors de l'édition 2014 organisée au Canada, elle ne joue aucun match. Lors de l'édition 2016 qui se déroule en Papouasie-Nouvelle-Guinée, elle joue quatre matchs, avec pour résultats deux victoires et une défaite.
Elle dispute ensuite avec l'équipe du Mexique, la Coupe du monde féminine 2015 qui se déroule au Canada, mais doit se contenter de rester sur le banc des remplaçantes.

## Palmarès
- Vainqueur du championnat de la CONCACAF des moins de 17 ans en 2013 avec l'équipe du Mexique des moins de 17 ans
- Vainqueur du championnat de la CONCACAF des moins de 20 ans en 2018 avec l'équipe du Mexique des moins de 20 ans